# Carlo Septimus Picht
Carlo Septimus Picht (* 22. Juli 1887 in San Giacomo bei Riva del Garda; † 7. Juni 1954 in Bad Mergentheim) war ein Offizier und Biograf, der insbesondere für die Verwaltung des Nachlasses von Rudolf Steiner bekannt ist.

## Familie
Picht war verheiratet mit der Nichte von Alfred Meebold, Gabriele Berrer.

## Werke
- Das literarische Lebenswerk Rudolf Steiners (30. März 1925) : Eine Bibliographie umfassend s. bis Ende 1925 gedr. Bücher, Abhandlgn u. Vorträge ohne Übersetzgn in fremde Sprachen, 1926, Dornach Verlag Berlin
- Gesammelte Aufsätze und Fragmente : Zur Wiederkehr d. 10. Todestages 7. Juni 1964, 1964, Mellinger Verlag Stuttgart
- Das Auftauchen der Reinkarnationsidee bei dem Arzt und Philosophen Gustav Widenmann um 1850 : Ein Beitr. zur schwäb. Geistesgesch., 1932